# Giusto (arcivescovo)
Giusto (Genova, ... – Lazio, 1198 circa) è stato un arcivescovo cattolico e chierico italiano, arcivescovo metropolita dell'Arborea dal 1192 fino al 1198, ultima data in cui risulta ancora in vita.

## Biografia
Nato a Genova, è indicato come arcivescovo d'Arborea a partire dal 1192, quando, il 20 febbraio, compare in un accordo diplomatico tra Ugone I di Bas a Pietro I di Lacon-Serra, entrambi in lotta per il trono d'Oristano. 
Testimone di un atto di obbligazione di Pietro I alla Repubblica di Genova, fu accusato da Pietro di Staura, presbitero e delegato del Capitolo d'Oristano, di «omicidio, spergiuro, scomunica, incendio, sortilegio e tortura», nonché di aver permesso ad un anonimo nipote di vendere un cristiano come schiavo ai musulmani di Sicilia.
Difendendosi, l'arcivescovo implicò i suoi accusatori di complicità con Guglielmo I Salusio IV. Il giudice di Cagliari aveva infatti invaso l'Arborea, costringendo alla fuga Ugone, imprigionando Pietro I e suo figlio, Barisone, e proclamandosi poi nuovo sovrano della valle del fiume Tirso. Temendo rappresaglie da parte di Guglielmo, Giusto lasciò Oristano, tornandovi poco dopo.
Attaccò aspramente i canonici cittadini, accusandoli di non aver obbedito al pontefice, che considerava Salusio IV un usurpatore, rifiutandosi di riconoscere quest'ultimo.
Non volendo sottostare al giudizio di Ubaldo Lanfranchi, arcivescovo di Pisa, recatosi nell'isola per giudicare la situazione, tentò di recarsi personalmente presso il papa, venendo però imprigionato da Comita I di Torres.
Tornato in libertà, raggiunse Roma, dove convinse papa Innocenzo III ad incaricare gli arcivescovi di Cagliari e Torres nonché il vescovo di Sorres di intervenire, condannando Guglielmo in caso di colpevolezza. 
Dopo questo documento dell'arcivescovo si perdono le tracce.